# Rok 1863 (film 2012)
Rok 1863 – polski fabularyzowany film dokumentalny z 2012 roku. Tematem filmu jest historia powstania styczniowego na ziemiach polskich. Lektorem jest Tomasz Marzecki.
Film przedstawia genezę i przebieg powstania styczniowego. Opisuje dzieje powstania w sferze politycznej, działań militarnych, ale także przez pryzmat losów rodziny Brykczyńskich - Antoniego i Stefana - powstańców styczniowych, w której skupiają się losy tysięcy uczestników zrywu.

## Nagrody
- 2013-  Zamość (Zamojski Festiwal Filmowy "Spotkania z Historią") - Nagroda
- 2013 - Warszawa (Międzynarodowy Festiwal Filmów Historycznych i Wojskowych)- "Złota Szabla" w kategorii filmów dokumentalnych
- 2013 - Częstochowa (Polonijny Festiwal Multimedialny "Polskie ojczyzny") - Nagroda Specjalna Nagroda Specjalna prof. Wiesława Wysockiego